# Menhir Genna Prunas
Il menhir di Genna Prunas è un monumento preistorico situato nel comune di Guspini, lungo la SS126 all'altezza del chilometro 99, in un terreno agricolo presso casa Usai.

## Descrizione
Il menhir è datato alla cultura di Ozieri (IV millennio a.C.) e rappresenta la Dea Madre.
Raggiunge un'altezza max di circa 1,70 metri e presenta una forma abbastanza tozza alla base con una larghezza di 60 cm per poi assumere nell'estremità una forma molto più arrotondata.
Rispetto agli altri menhir ha la peculiarità di essere interessato dalla presenza di trenta coppelle realizzate sulla superficie basaltica, che ricoprono i quattro lati del monumento.

## Galleria d'immagini

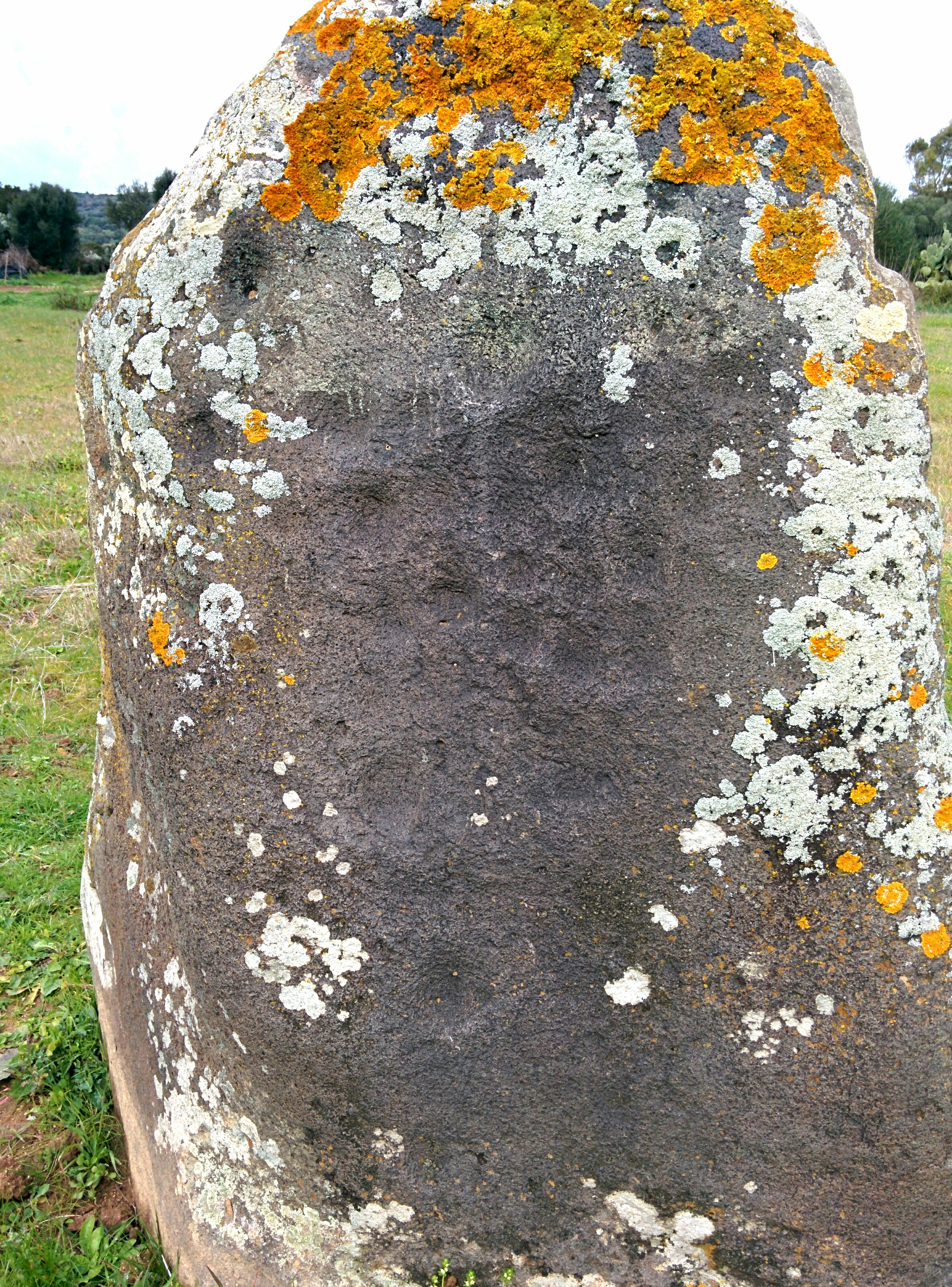
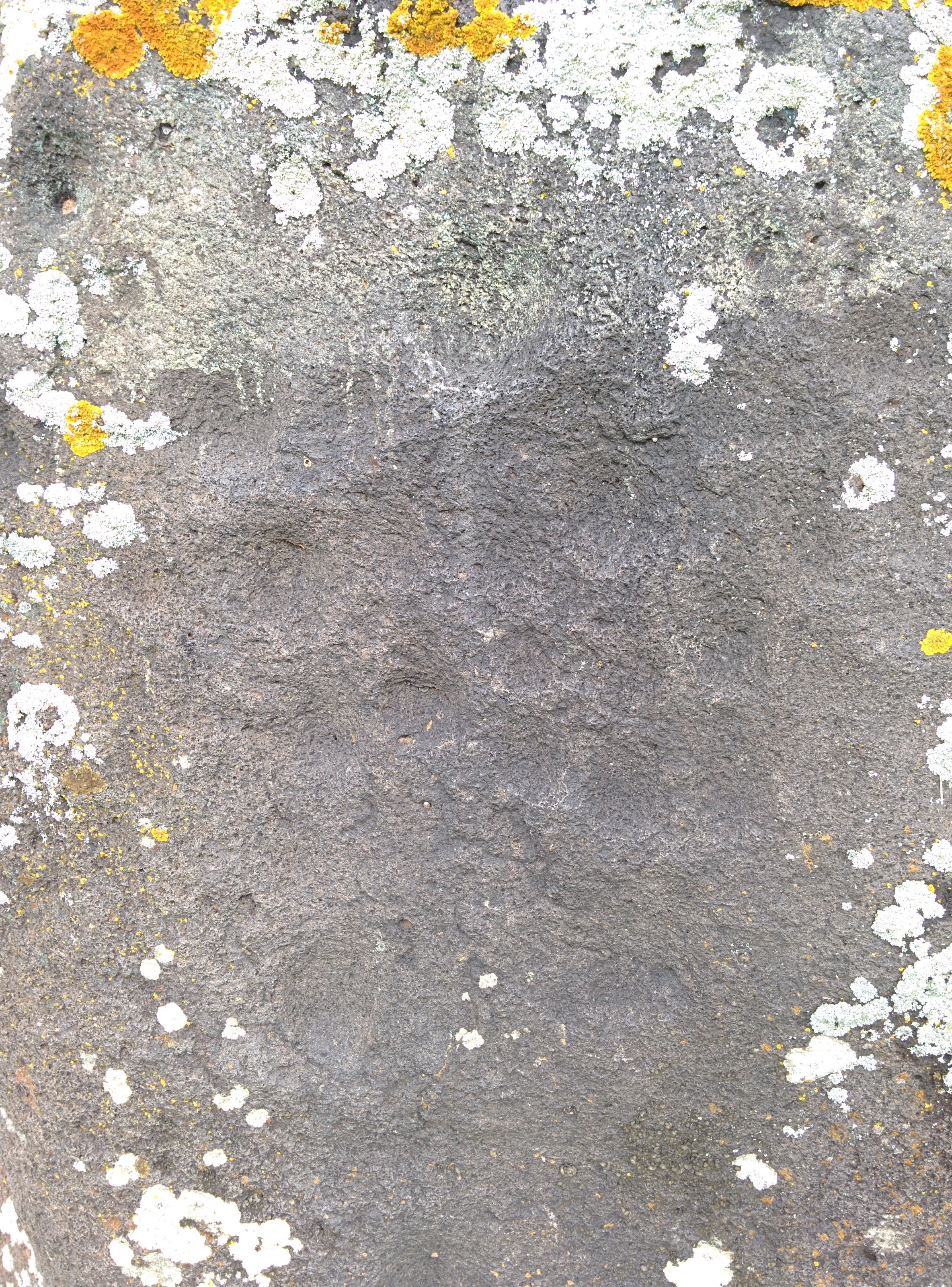